# 영수증

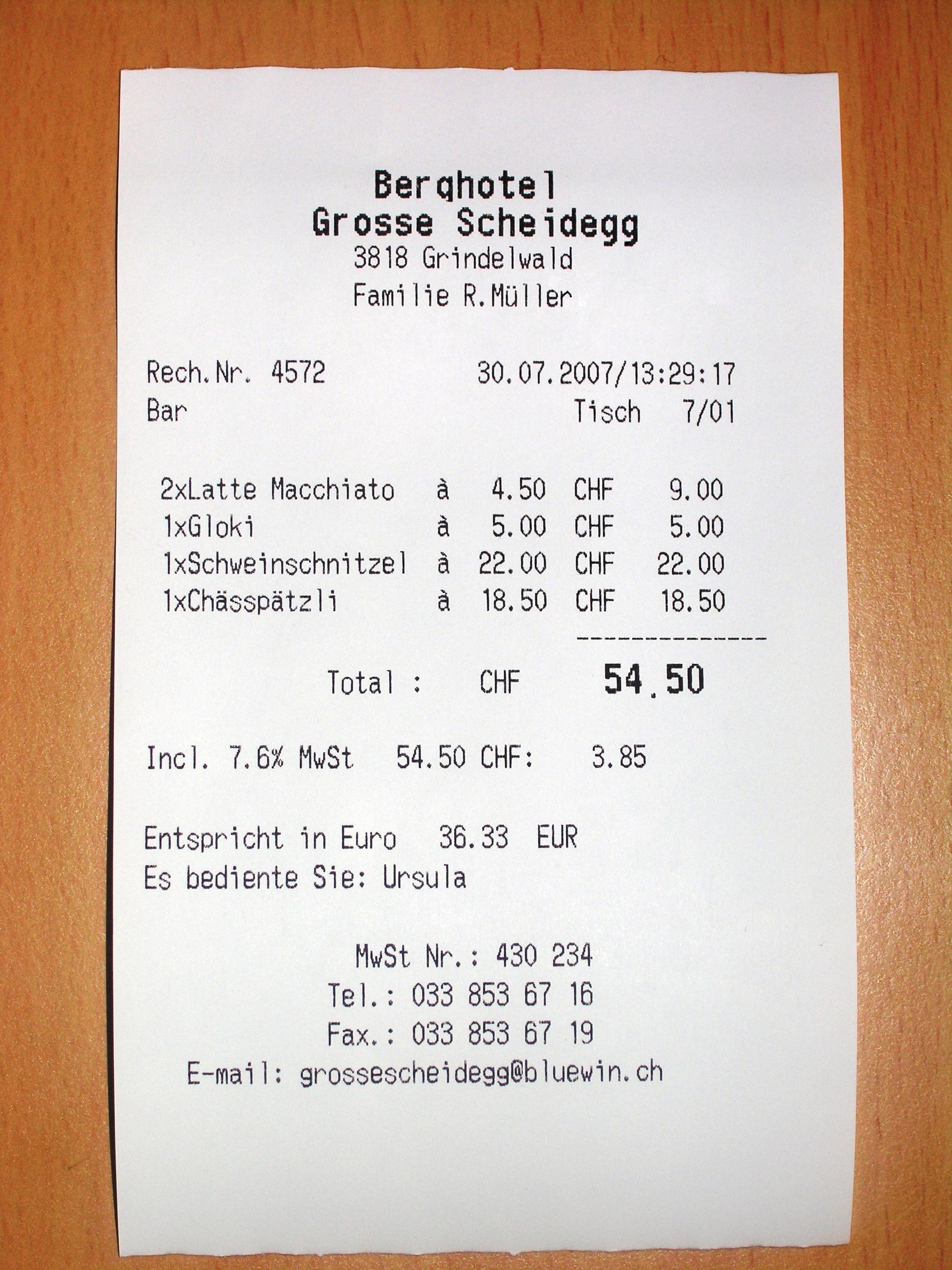
스위스의 영수증

영수증(領收證, 문화어: 령수증)은 채권자가 채무자에게 발부하는 채무의 변제를 받았다는 것을 증명하는 내용의 증서를 말한다. 변제자가 변제를 하더라도 변제를 한 것을 증명하지 않는 한 채권이 아직 존재하는 것으로 추정받게 된다. 또 변제한 것을 증명하는 것이 용이하지 않기 때문에 변제자의 보호를 위해 변제자는 채권자에 대해 영수증 교부 청구권과 채권증서 반환 청구권을 갖는 변제자가 변제수령 권한이 없는 영수증의 소지인에 대해 변제자로부터 변제로서 수령한 물건을 부당이득으로서 반환청구를 할 수 있다.

## 법적 성질

### 임대차보호법
임대차계약금으로 일정한 금원을 받았음을 증명하기 위하여 작성된 영수증은 특별한 사정이 없는 한 임대차 등 법률관계의 성립 내지 존부를 직접 증명하는 서면이 아니므로 증서의 진정 여부를 확인하는 소의 대상이 될 수 없다

### 부가가치세법 ( 간이영수증)
사업자가 재화 또는 용역을 공급(부가가치세가 면제되는 재화 또는 용역의 공급은 제외한다)하는 경우에는 세금계산서를 그 공급을 받는 자에게 발급하여야  하나   간이과세자등은 간이영수증을 발급할 수 있다.  .  영수증에는 세금계산서처럼 공급가액과 부가가치세를 별도로 구분하여 기재하지 않고 부가가치세를 포함한 금액을 기재하며, 공급받는 자의 인적사항은 기재하지 않으며, 영수증에 공급가액과 부가가치세를 합산하여 기재되어 있더라도 부가세매입세액을 공제 받을 수 없다.

## 참고 자료
- 이 문서에는 다음커뮤니케이션(현 카카오)에서 GFDL 또는 CC-SA 라이선스로 배포한 글로벌 세계대백과사전의 내용을 기초로 작성된 글이 포함되어 있습니다.

## 같이 보기
- 대한민국 민법 제474조 영수증청구권
- 현금영수증